# 玉川村 (福岡県)
玉川村（たまがわむら）は、福岡県の南部、三池郡にかつてあった村である。

## 概要
現在の大牟田市の南東端、大字教楽来・櫟野・勝立の全域及び新勝立町の一部などにあたる。
北西で大牟田市と接していたが、道路では直接結ばれておらず、北に接する三池町、あるいは西に接する駛馬町を経由していた。また、南は熊本県玉名郡平井村（現在の荒尾市）に、東は熊本県玉名郡賢木村（現在の南関町）に接していた。
江戸時代には村のほぼ中央を三池街道が通っていて、三池藩から肥後藩へと抜けていた。
「玉川」の名は現在でも小学校名に残っているが、昭和初期に大牟田市に編入された他町村にはそれぞれ旧町村名を冠した支所が設置されたのに対し、玉川村に置かれたのは玉川支所ではなく勝立（かつだち）支所である。そのため、現在では「玉川（地区）」よりも「勝立（地区）」と呼ばれることが多い。

## 歴史
- 1889年（明治22年）4月1日 - 町村制が施行。教楽来（きょうらぎ）、櫟野（いちの）、勝立（かつだち）の3村および東米生（ひがしよねお）村の一部が合併して発足。
- 1941年（昭和16年）4月1日 - 大牟田市に編入。

## 学校
- 玉川尋常小学校（のちの玉川尋常高等小学校、現在の大牟田市立玉川小学校）